# Chasseur de montagne
Le chasseur de montagne est un fantassin léger spécialisé dans le combat en haute et moyenne montagne.

## Allemagne

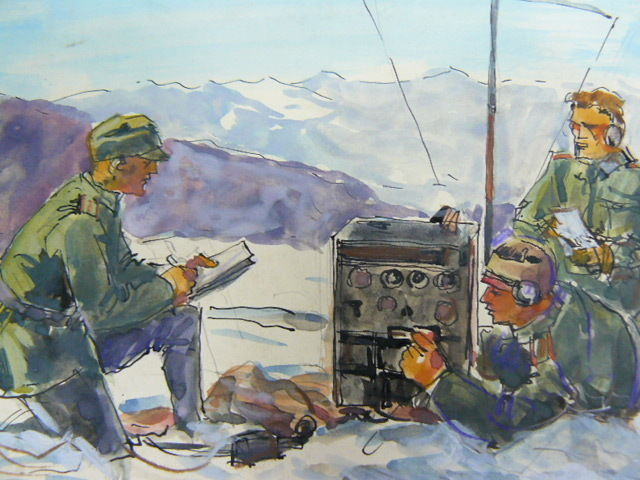
Radio-émetteur de l'Alpenkorps pendant la Première Guerre mondiale, dessin d'Albert Reich (1881–1942)

### Reichswehr et Troisième Reich 1918-1945
Reichswehr (1919-1935)
Wehrmacht (1935-1945)
Waffen-SS (1939-1945)

## Autriche

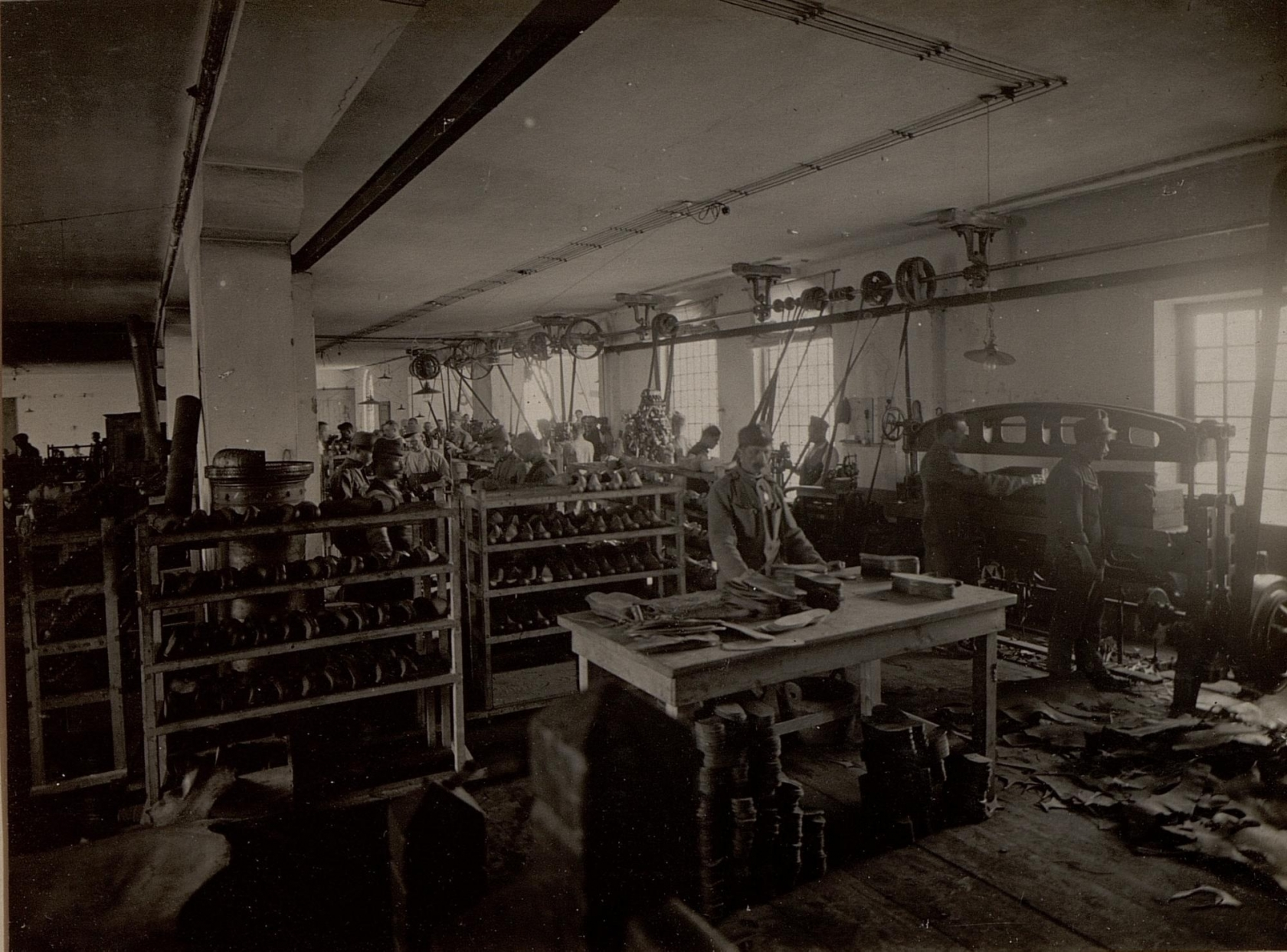
Atelier de chaussures de montagne à Klagenfurt, 1916.

### Empire austro-hongrois
Voir Troupes de montagne impériales-royales (en)

### Bundesheer autrichienne
Voir Troupes de montagne (Autriche) (de)

## Italie

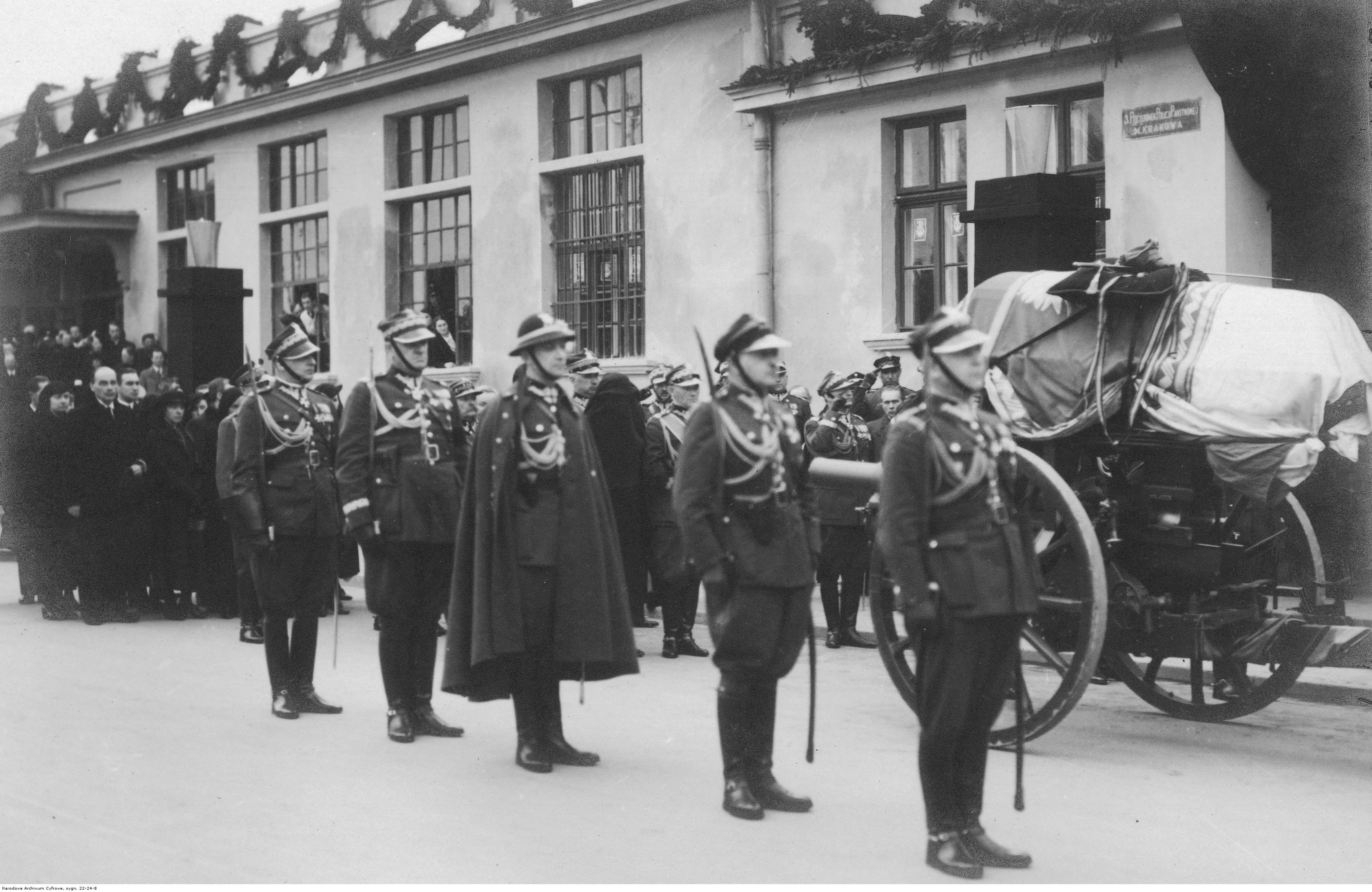
Chasseurs de Podhale (Pologne) avec un obusier de 100 mm, 1935.

## Pologne
- Chasseurs de Podhale (en) (1918-1939)
- Brigade autonome de chasseurs de Podhale (1940-1945)
- 2e Brigade de montagne
- 3e Brigade de montagne